# والتر أ. لونش
والتر أ. لونش هو قاضي ومحامي وسياسي أمريكي، ولد في 7 يوليو 1894 في نيويورك في الولايات المتحدة، وتوفي في 10 سبتمبر 1957 في لونغ آيلند في الولايات المتحدة. نشط حزبياً في الحزب الديمقراطي.

## مناصب
- انتخب محكمة نيويورك العليا [الإنجليزية]‏ (1955 – ).
- انتخب مندوب [الإنجليزية]‏ (1938 – ).
- انتخب رجل قضاء (1930 – ).
- انتخب عضو مجلس النواب الأمريكي [الإنجليزية]‏.